# تله‌کابین

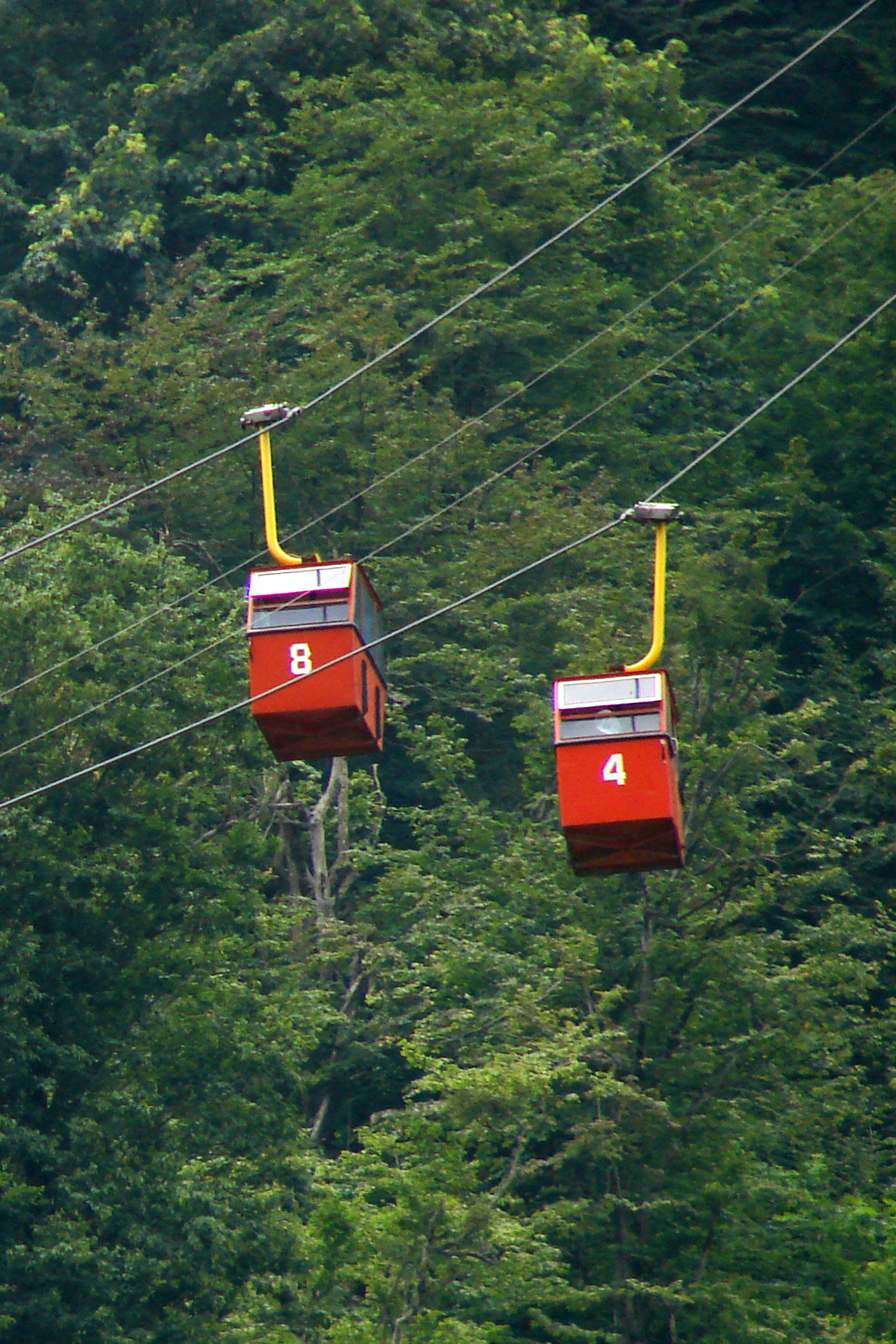
تله کابین نمک آبرود

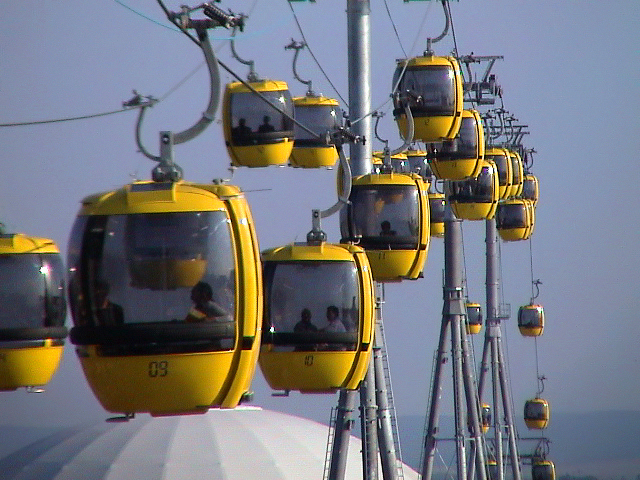
تله‌کابین در نمایشگاه اکسپو ۲۰۰۰ در هانوفر آلمان

تِلِه‌کابین (به فرانسوی: Télécabine) گونه‌ای آسان‌بَر هوایی است که معمولاً برای جابجایی مردم یا کالا در مناطق کوهستانی استفاده می‌شود. تله‌کابین وسیله‌ای شامل یک تسمه‌نقالهٔ نصب‌شده روی پایه‌های متعدد است که کابینی به آن وصل شده‌است.
تله‌کابین از یک حلقه طولانی کابل فولادی تشکیل شده که میان دو ایستگاه تنیده شده و دکل‌هایی در میان آن دو ایستگاه، کابل را در طی فاصله نگه می‌دارند. در فواصل مساوی کابین‌هایی به کابل وصل می‌شوند و کابل توسط موتوری برقی در یکی از ایستگاه‌ها به حرکت در می‌آید.

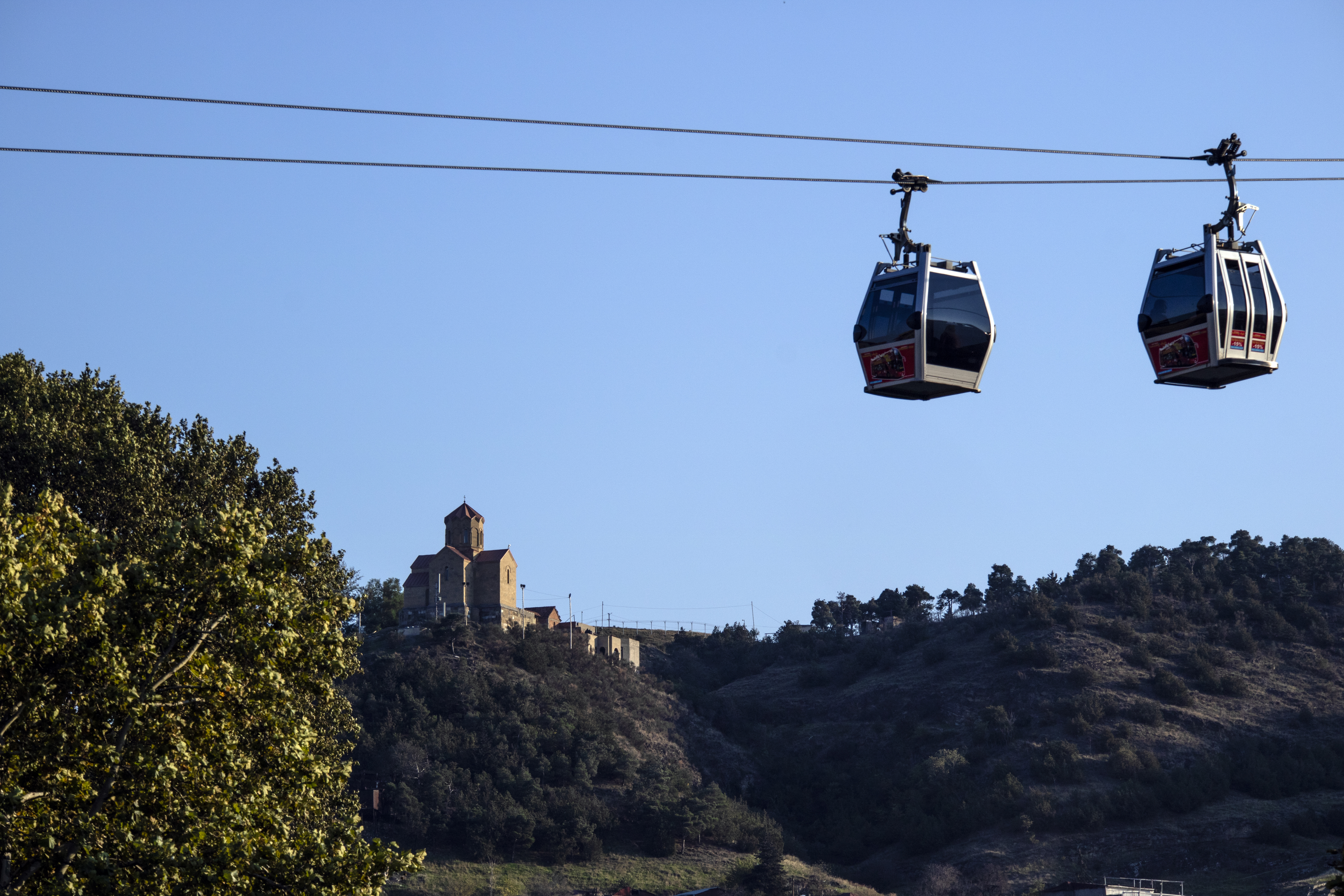
نمایی از تله کابین مرکزی شهر تفلیس پایتخت گرجستان

تله‌کابین در پیست‌های اسکی کاربرد زیادی دارد.
واژه تله‌کابین از زبان فرانسوی به فارسی وارد شده‌است.

## احداث تله کابین
احداث تله کابین از نظر نوع کاربری در مناطق مختلف، متفاوت می‌باشد و این کاربری‌ها می‌توانند: ورزشی، توریستی، حمل و نقل کالا یا انسان باشد. امروزه تفریح از طریق تله کابین در زمینه گردشگری در سراسر دنیا و از جمله در ایران نقش بسیار مهمی را ایفا می‌کند. با استفاده از این وسیله می‌توانیم از بالای کوه‌ها به تماشای مناظر و بخش‌های از ارتفاعات کوه‌ها بپردازیم و از این که طبیعت زیر پایمان است، لذت ببریم.